# 罗韦尼基区 (俄罗斯)
罗韦尼基区（俄语：Ровеньский район）是俄罗斯联邦别尔哥罗德州下辖的一个区，其行政中心为罗韦尼基。据2016年统计，该区的人口为23828人。